# 圣费利塞斯德武埃尔纳
圣费利塞斯德武埃尔纳，是西班牙坎塔布里亚的一个市镇。总面积36平方公里，总人口2205人（2001年），人口密度61人/平方公里。